# Single numer jeden w roku 1981 (USA)
Notowanie Billboard Hot 100 przedstawia najlepiej sprzedające się single w Stanach Zjednoczonych. Publikowane jest ono przez magazyn Billboard, a dane kompletowane są przez Nielsen SoundScan w oparciu o cotygodniowe wyniki sprzedaży cyfrowej oraz fizycznej singli, a także częstotliwość emitowania piosenek na antenach stacji radiowych.
| Data publikacji | Piosenka | Artysta                      |
| --------------- | --- | ---------------------------- |
| 3 stycznia      | "(Just Like) Starting Over" | John Lennon                  |
| 10 stycznia     | "(Just Like) Starting Over" | John Lennon                  |
| 17 stycznia     | "(Just Like) Starting Over" | John Lennon                  |
| 24 stycznia     | "(Just Like) Starting Over" | John Lennon                  |
| 31 stycznia     | "The Tide Is High" | Blondie                      |
| 7 lutego        | "Celebration" | Kool & the Gang              |
| 14 lutego       | "Celebration" | Kool & the Gang              |
| 21 lutego       | "9 to 5" | Dolly Parton                 |
| 28 lutego       | "I Love a Rainy Night" | Eddie Rabbitt                |
| 7 marca         | "I Love a Rainy Night" | Eddie Rabbitt                |
| 14 marca        | "9 to 5" | Dolly Parton                 |
| 21 marca        | "Keep On Loving You" | REO Speedwagon               |
| 28 marca        | "Rapture" | Blondie                      |
| 4 kwietnia      | "Rapture" | Blondie                      |
| 11 kwietnia     | "Kiss on My List" | Daryl Hall and John Oates    |
| 18 kwietnia     | "Kiss on My List" | Daryl Hall and John Oates    |
| 25 kwietnia     | "Kiss on My List" | Daryl Hall and John Oates    |
| 2 maja          | "Morning Train (Nine to Five)" | Sheena Easton                |
| 9 maja          | "Morning Train (Nine to Five)" | Sheena Easton                |
| 16 maja         | "Bette Davis Eyes" | Kim Carnes                   |
| 23 maja         | "Bette Davis Eyes" | Kim Carnes                   |
| 30 maja         | "Bette Davis Eyes" | Kim Carnes                   |
| 6 czerwca       | "Bette Davis Eyes" | Kim Carnes                   |
| 13 czerwca      | "Bette Davis Eyes" | Kim Carnes                   |
| 20 czerwca      | "Medley: Intro Venus / Sugar Sugar / No Reply / I'll Be Back / Drive My Car / Do You Want To Know a Secret / We Can Work It Out / I Should Have Known Better / Nowhere Man / You're Going To Lose That Girl / Stars on 45" | Stars on 45                  |
| 27 czerwca      | "Bette Davis Eyes" | Kim Carnes                   |
| 4 lipca         | "Bette Davis Eyes" | Kim Carnes                   |
| 11 lipca        | "Bette Davis Eyes" | Kim Carnes                   |
| 18 lipca        | "Bette Davis Eyes" | Kim Carnes                   |
| 25 lipca        | "The One That You Love" | Air Supply                   |
| 1 sierpnia      | "Jessie's Girl" | Rick Springfield             |
| 8 sierpnia      | "Jessie's Girl" | Rick Springfield             |
| 15 sierpnia     | "Endless Love" | Diana Ross and Lionel Richie |
| 22 sierpnia     | "Endless Love" | Diana Ross and Lionel Richie |
| 29 sierpnia     | "Endless Love" | Diana Ross and Lionel Richie |
| 5 września      | "Endless Love" | Diana Ross and Lionel Richie |
| 12 września     | "Endless Love" | Diana Ross and Lionel Richie |
| 19 września     | "Endless Love" | Diana Ross and Lionel Richie |
| 26 września     | "Endless Love" | Diana Ross and Lionel Richie |
| 3 października  | "Endless Love" | Diana Ross and Lionel Richie |
| 10 października | "Endless Love" | Diana Ross and Lionel Richie |
| 17 października | "Arthur's Theme (Best That You Can Do)" | Christopher Cross            |
| 24 października | "Arthur's Theme (Best That You Can Do)" | Christopher Cross            |
| 31 października | "Arthur's Theme (Best That You Can Do)" | Christopher Cross            |
| 7 listopada     | "Private Eyes" | Daryl Hall and John Oates    |
| 14 listopada    | "Private Eyes" | Daryl Hall and John Oates    |
| 21 listopada    | "Physical" | Olivia Newton-John           |
| 28 listopada    | "Physical" | Olivia Newton-John           |
| 5 grudnia       | "Physical" | Olivia Newton-John           |
| 12 grudnia      | "Physical" | Olivia Newton-John           |
| 19 grudnia      | "Physical" | Olivia Newton-John           |
| 26 grudnia      | "Physical" | Olivia Newton-John           |